# Cronaca di un amore
 Cronaca di un amore és una pel·lícula italiana de 1950 dirigida per Michelangelo Antonioni i és seu primer llargmetratge.

## Argument
A Milà, una agència de detectius privats rep la visita d'Enrico Fontana, un ric industrial de la ciutat que l'encarrega d'efectuar una investigació sobre Paola, jove i bonica noia de 27 anys i la seva esposa des de fa un any, de la qual ignora el passat.
Carloni, l'investigador, investiga a Ferrara on Paola ha viscut i ha seguit els seus estudis fins als 17 anys, abans d'instal·lar-se a la capital llombarda. S'assabenta que va marxar després de la defunció accidental de l'una de les seves 2 millors amigues, Giovanna, promesa amb Guido, l'antic amant de Paola.
Matilde, l'altra amiga de Paola, és interrogada per Carloni i, immediatament després de l'interrogatori, escriu una carta a Guido per tal d'advertir-lo que ell i Paola són l'objecte d'una investigació.
Guido va llavors a Milà, entra en contacte amb Paola i els examants decideixen trobar-se l'endemà. En aquesta cita, Paola s'assabenta dels termes de la carta de Matilde, després evoquen aquest tràgic accident d'ascensor del qual va estar víctima Giovanna i reviuen els remordiments per no fer res per tal de potser salvar-la. Paola, suposant que la investigació actual és relativa a aquest accident i desitjosa de reprendre la relació amb Guido, el convenç de quedar-se a Milà, després, molt ràpidament, reprenen la seva antiga relació amorosa. Fontana, que ha reconegut ser l'origen de la investigació, és des d'aleshores un obstacle a la seva nova felicitat i Paola empeny Guido a matar-lo. L'amant acaba acceptant i prepara un crim, fàcilment maquillable com a accident de cotxe, en el trajecte que fa diàriament Fontana.
El dia i el lloc previstos, Guido, ser feble i indecís, està a punt de renunciar a aquest projecte diabòlic però Enrico perd el control del seu cotxe sobre el paviment moll i es mata. Carloni l'havia advertit abans de la relació de la seva dona. Llavors, accident o suïcidi?
Guido, sentint-se culpable, marxa de Milà i Paola...

## Premis
- 1951: Ruban d'argent a la millor música, per Giovanni Fusco[2]
- 1951: Ruban d'argent especial per Michelangelo Antonioni per als valors humans i estilístics en la realització del film[2]

## Repartiment
- Lucia Bosè: Paola Molon Fontana
- Massimo Girotti: Guido
- Ferdinando Sarmi: Enrico Fontana
- Gino Rossi: Carloni, el detectiu
- Marika Rowsky: Joy, una model
- Rosi Mirafiore
- Franco Fabrizi: el presentador de la desfilada de moda
- Vittoria Mondello: Matilde
- Gino Cervi
- Anita Farra
- Carlo Gazzabini
- Nardo Rimediotti
- Renato Burrini
- Vittorio Manfrino